# Skarsvåg
Skarsvåg är ett fiskeläge i Nordkapps kommun i Finnmark fylke i norra Norge. Orten ligger vid Risfjorden på den nordöstliga delen av Magerøya, 14 kilometer från den yttersta delen av Nordkapplatån och har vägförbindelse med E69 i Rundvattenet genom den 3,2 kilometer långa fylkesväg 8046, en väg som har kolonnkörning vintertid.
Skarsvåg har ungefär 60 invånare och har en träkyrka med 60 platser, Skarsvågs kyrka, som invigdes 1961. Orten gör anspråk på att vara världens nordligaste fiskeläge. Dess flotta fiskar i första hand torsk.
Skarsvåg är den närmaste orten till Nordkap, som har ett betydande antal besökande turister. Vid Skarsvåg finns flera campingplatser, bland andra Kirkeporten Camping vid Storvannet på en plats som varit det sista, 1979 nedlagda, jordbruket i kommunen. 2,5 kilometer söder om campingplatsen ligger Kirkeporten, ett hål i ett klipputsprång format som en flera meter bred port.
Skarsvåg hade en egen skola mellan 1912 och 2012. Skolan brändes ned av tyska armén i slutet av oktober 1944, men undervisning återupptogs i temporära lokaler 1946 och en ny permanent skolbyggnad uppfördes 1952 som i sin tur ersattes av en större skola kombinerad med medborgarhus 1978.

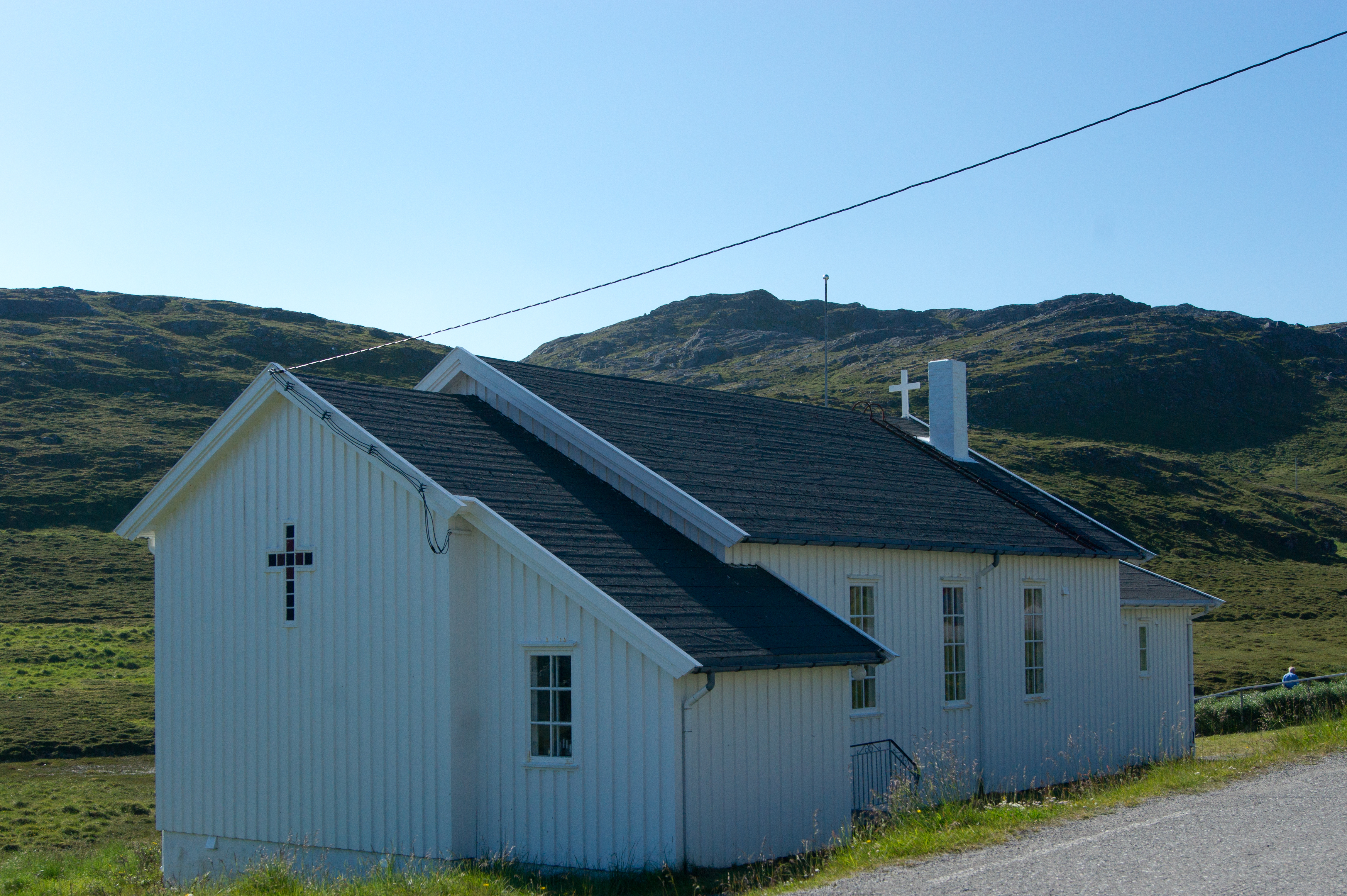
Skarsvågs kyrka.